# Anthophora fulvodimidiata
Anthophora fulvodimidiata är en biart som beskrevs av Dours 1869. Anthophora fulvodimidiata ingår i släktet pälsbin, och familjen långtungebin. Inga underarter finns listade i Catalogue of Life.